# Disphénoïde adouci
Pour les articles homonymes, voir J84.
En géométrie, le disphénoïde adouci est un des solides de Johnson (J84). C'est un polyèdre qui possède seulement des faces formées de triangles équilatéraux, et est, par conséquent un deltaèdre. Ce n'est pas un polyèdre régulier car certains sommets ont quatre faces et d'autres en ont cinq. C'est un des solides de Johnson élémentaires qui n'apparaît pas à partir de manipulation en « copier/coller » de solides de Platon et de solides d'Archimèdes.
Il a douze faces et constitue ainsi un exemple de dodécaèdre.
Les 92 solides de Johnson ont été nommés et décrits par Norman Johnson en 1966.